# Fekete medve

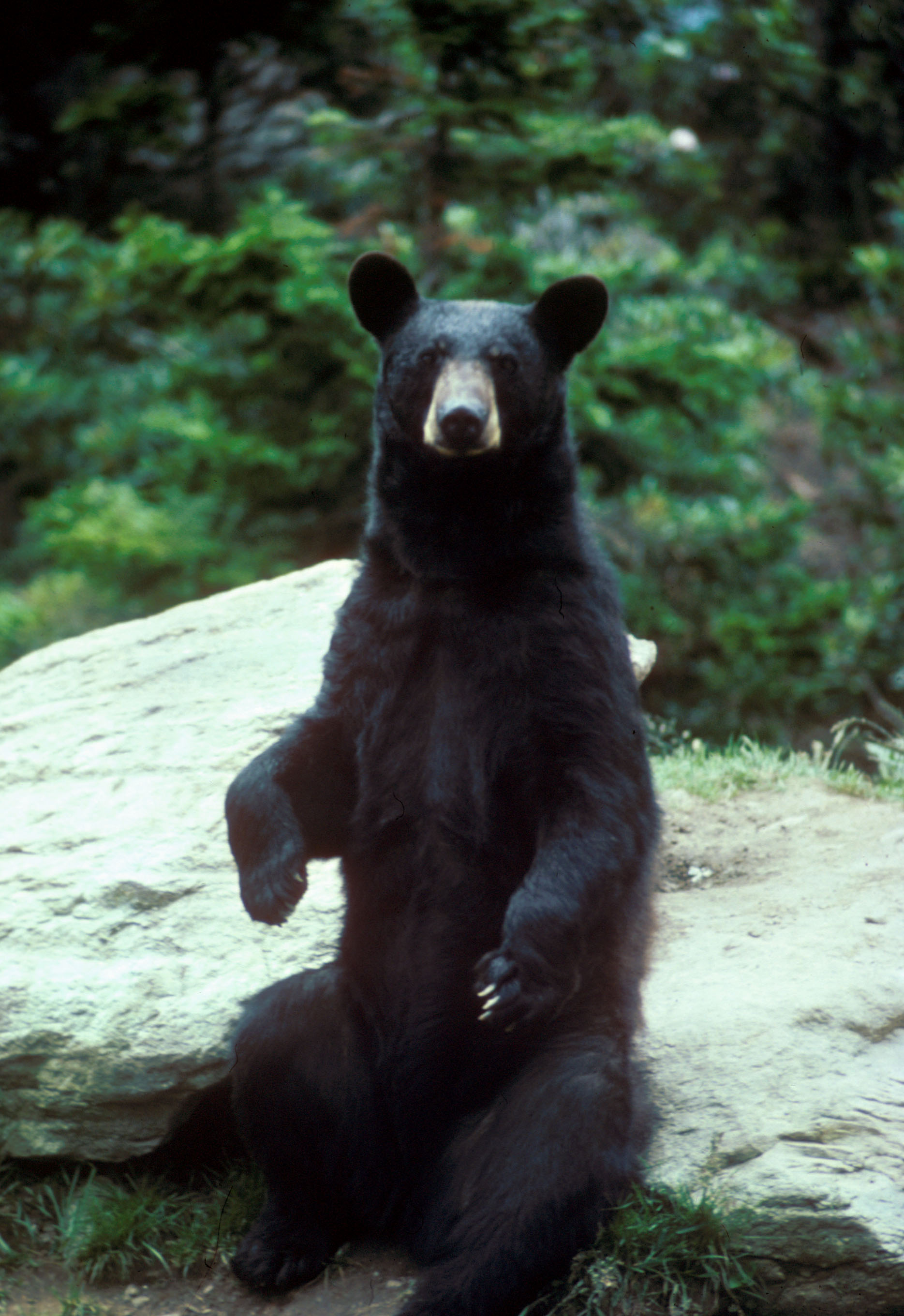

A fekete medve (gyakran egybeírva feketemedve) vagy baribál (Ursus americanus) a ragadozók (Carnivora) rendjébe és a medvefélék (Ursidae) családba tartozó faj. Amerika egyik legismertebb medvéje.

## Megjelenése
Első rápillantásra is különbözik a barna medvétől. Keskenyebb a feje, arca hegyesebb, de homloka előbbre áll, talpa jóval rövidebb. Bundája is teljesen más jellegű és színű. Szőrzete hosszú és sima, merev, csak a fej elülső részein (homlok és arc) rövidebb. Színe fényes fekete, csak az arc két oldalán hajlik sárgás színűre. A fekete medve testhossza nőstényeknél 1,2–1,6 méter, hímeknél 1,4-2 méter, vállmagassága 0,7–1 méter, a nőstények testtömege átlagosan 40–150 kilogramm, minimum 40 és maximum 236 kilogramm, a hímeké átlagosan 60–225 kilogramm, minimum 47 és maximum 410 kilogramm.

## Előfordulása
Amerika északi részén minden erdős vidéken megtalálható. Találkozhatunk vele a keleti partvidékeken ugyanúgy, mint Kaliforniában; a messze északi tájaktól Mexikóig honos.

## Alfajai
Jelenleg a következő alfajokat különböztetik meg a fekete medvén belül:
- Ursus americanus americanus, ez a legelterjedetebb alfaj, Montana keleti részétől keletre egészen az Atlanti-óceán partjáig, valamint Alaszkától délre egészen Texasig előfordul. Ez az alapfaj.
- Queen Charlotte-szigeteki fekete medve (Ursus americanus carlottae) a kanadai Queen Charlotte-szigeteken és Alaszka egy kis részén él.
- Ezüstbaribál (Ursus americanus emmonsii) Alaszka délkeleti részén él. Jellegzetes ezüstös-szürke szőrzete van.
- Új-fundlandi baribál (Ursus americanus hamiltoni) csak Új-Fundland szigetén él.
- Kenai-félszigeti fekete medve (Ursus americanus perniger) a Kenai-félszigeten él, Alaszkában.
- Alexander-szigeteki fekete medve (Ursus americanus pugnax) a Kanadához tartozó Alexander-szigeteken endemikus alfaj.
- Vancouver-szigeti baribál (Ursus americanus vancouveri) , a Brit-Columbiához tartozó Vancouver-szigeten él.
- Kermode-baribál (Ursus americanus kermodei), gyakran nagyon világos színű bundája van. Brit-Columbia partvidékének középső részén él, egy viszonylag kis területen.
- Ursus americanus altifrontalis , Brit Columbia csendes-óceáni partvidékén és attól délre egészen Kalifornia északi részéig él, ezenkívül a kontinens belső területein Brit-Columbia északi határától délre egészen Idaho államig előfordul.
- Kaliforniai fekete medve (Ursus americanus californiensis), Oregon déli részén és Kaliforniában él.
- Fahéjszínű baribál (Ursus americanus cinnamomum), Idaho államban, Montana nyugati területein, Wyoming, Washington, Oregon és Utah északkeleti részén elterjedt. Többnyire jellegzetes fahéjbarna bundája van, erről kapta a nevét is.
- Ursus americanus amblyceps, Colorado, Új-Mexikó, Texas nyugati területein, Arizona keleti felén, Utah délkeleti részén és Mexikó északi területein fordul elő.
- Louisianai fekete medve (Ursus americanus luteolus) Texas keleti részén, Louisiana és Mississippi államban él.
- Floridai fekete medve (Ursus americanus floridanus) Florida, Georgia délkeleti részén és Alabama déli területein él. Egyike a leginkább fenyegetett alfajoknak, mai összállományát 500 és 1000 állat közé becsülik.
- Ursus americanus eremicus Északkelet-Mexikó.
- Ursus americanus machetes Mexikó északi és középső területein él.

## Életmódja

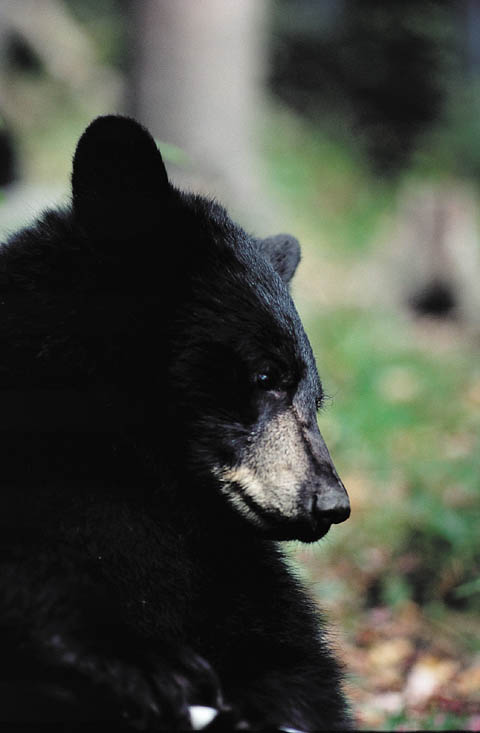
Portré

Az erdő alapvetően tálalja a fekete medve étlapját, helyét mégis gyakorta változtatja. Befolyásolják ezt az évszakok, és a táplálékválaszték, mely állandóan változik. Tavasszal például a táplálékban gazdag folyamvölgyekben kóborol. Itt keresve eledelét a parton szegélyező cserjésekben jár. Nyáron behúzódik az erdőbe, hiszen ilyenkor talál megfelelő mennyiségű gyümölcsöt, bogyót, ebben az időszakban az erdő hűvösebb is. Télen a nehezen megközelíthető helyeket keresi, ahol alkalmas tanyát talál hosszabb pihenésre, alvásra. A vélemények megoszlanak arról, hogy a feketemedve alszik-e téli álmot. Egyes példányok igen, mások nem, így télen is kóborolnak. Megfigyelték azt is, hogy sok feketemedve ilyenkor északról délebbre vándorol. Vannak olyan megfigyelések, hogy enyhébb télen nem, ám hideg teleken jellemző a téli álom. Téli menedéket általában kidőlt fatörzs mellé épít. Üreget váj a földbe, oda húzódik be a hózivatarok kezdetén. A hó betemeti a fát is, a medvét is. A vadászok ilyenkor keresik fel tanyáját, amelyet nem nehéz felismerni, mert a medve meleg lehelete nyílást képez az odú tetején, ennek szélén könnyű meglátni a kicsapódott zúzmarát. Nyáron is szereti a kényelmes, puha fekhelyet, ilyenkor száraz fűből és levelekből valóságos ágyat épít. Ezt azonban már nehéz megtalálni, mert nehezen megközelíthető sűrű erdőben húzza meg magát, sziklaüregekben, kisebb barlangokban vagy olyan fák aljában, amelyeknek az ágai egészen a földig borulnak.
Első pillantásra kissé ostobának és esetlennek tűnik, pedig ha kell, olyan gyorsan fut, hogy az ember képtelen utolérni. Nagyon jó úszó, de a legjobban a kúszáshoz ért. Pillanatok alatt fenn terem a legmagasabb fán is. Elmondható, hogy ügyesebb, mint a barna medve, bár ugyanezek a mutatványok ez utóbbinak sem esnek nehezére. Ugyanígy a két lábra állás is megszokott mindkét fajnál, csakhogy a feketemedve talpa rövid, így nehezebben tudja megtartani ezt a helyzetet.
Emberre nem támad, komoly veszélyt csak akkor jelent, ha megsebesült, és menekülésre nincs esélye. Ebben az esetben veszélyes lehet.

### Tápláléka
Tápláléka főképpen növényi eredetű. Megeszi a füvet, leveleket, a félig vagy egészen érett gombát, bogyókat és az erdő által kínált mindenféle gyümölcsöt.
Egész teste és fogazata a ragadozó állatokra jellemző. Hússal is táplálkozik. Megtámadja és elragadja a háziállatokat, nem riad vissza az erős szarvasmarhától sem. Emberi településen a tenyésztett állatokban nagy kárt tehet.

## Szaporodása

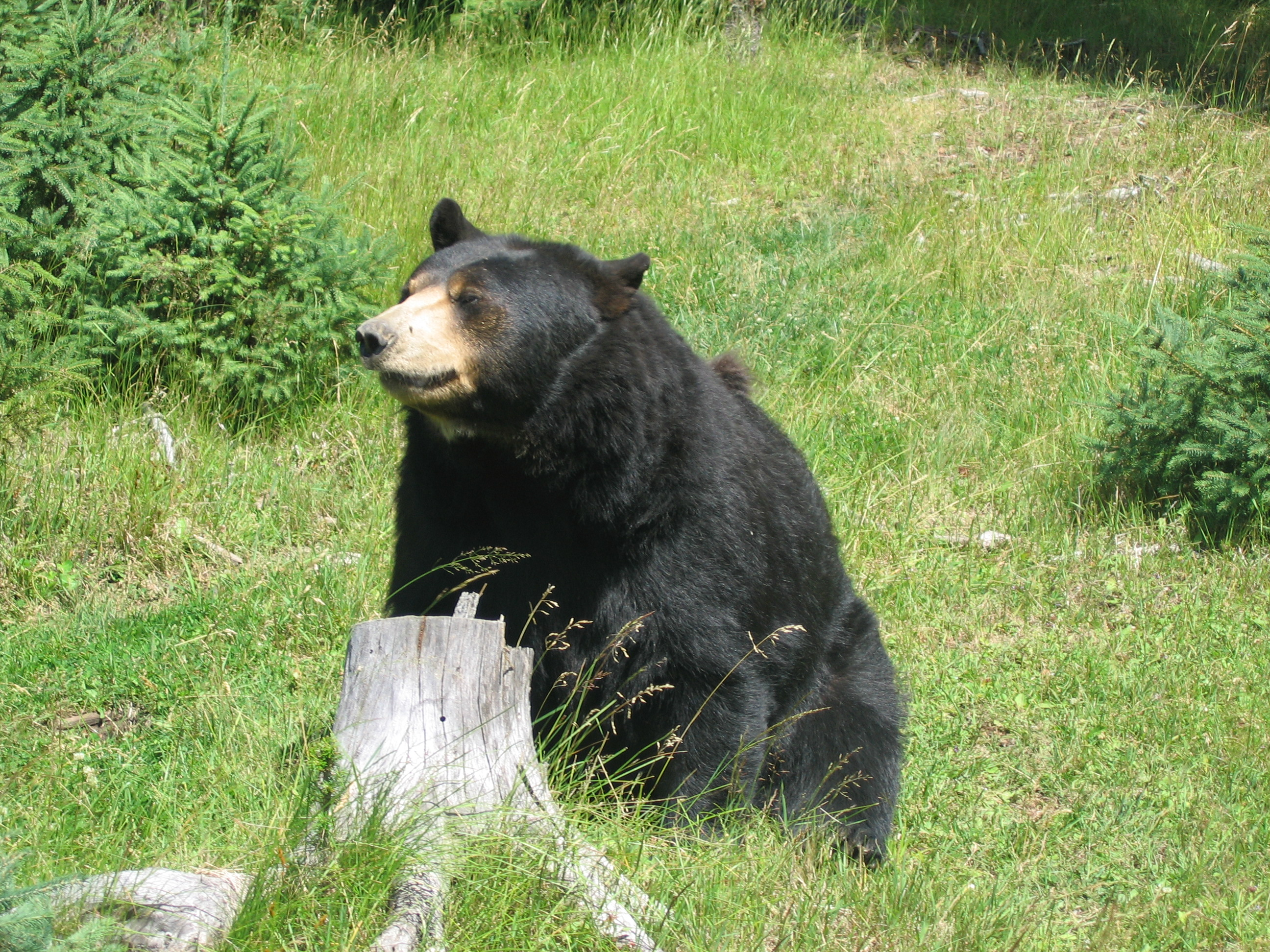

A feketemedve párzási ideje július elejére esik. Az anyaállat 7 hónapig tartó vemhesség után szüli meg kicsinyeit, az utódok (bocsok) száma 1-4. Januárban születnek a téli szálláson. A kis medvék 30-40 napig vakok, és csak két hónapos korukban indulnak el anyjuk oldalán táplálékszerző körútjukra. Anyjuk nagy szeretettel nevelgeti és tanítgatja kicsinyeit, veszélyben halált megvető bátorsággal védelmezi őket.

## Egyéb
Fogságban megszelídül, jellemző rá, hogy látogatóitól ennivalót koldul. Kedvessége és szépsége miatt nehéz ellenállni neki.
Az indiánok húsáért, szőréért, zsírjáért vadászták a fekete medvét. A fekete medvehús az Egyesült Államokban és Kanadában ma is közkedvelt, gyakori fogás. Zsírja ideális a sütéshez, a hús pedig gazdag fehérjeforrás.
A fekete medve húsa sok foszfort, vasat, valanmint B1, B2 és B3 vitamint tartalmaz. Akárcsak a barnamedvénél, úgy a fekete medve húsában is előfordulhat a Trichinella spiralis nevű parazita, ami miatt a hús alapos főzést vagy sütést igényel. Amerikában pörkölt, sült és hamburger is készül fekete medvéből.
Magyarországon a Veszprémi Állatkertben tartanak fekete medvéket.